# St. Nicolai (Bösenrode)

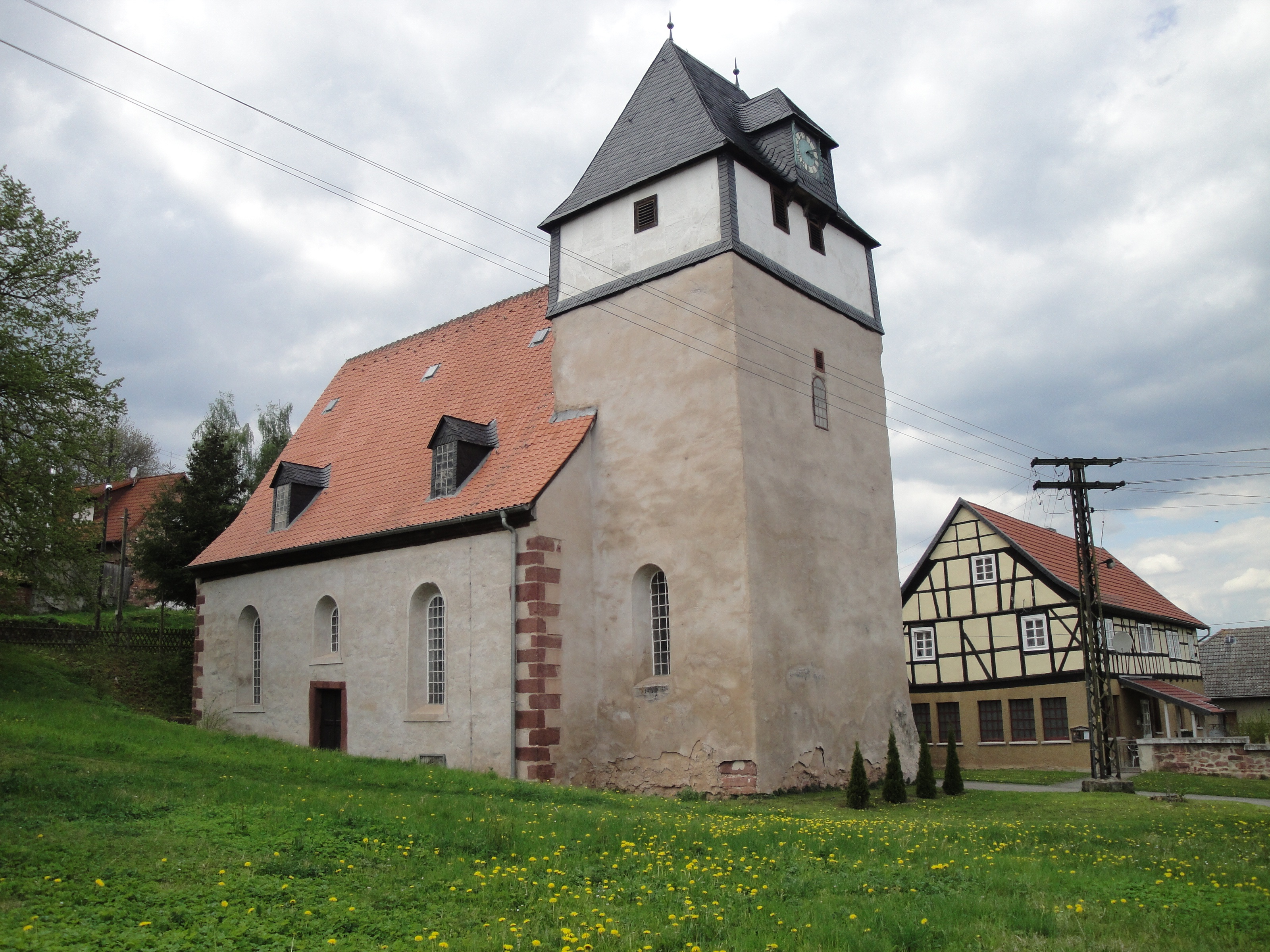
Die Nicolaikirche

Die evangelische Dorfkirche St. Nicolai steht im Ortsteil Bösenrode der Gemeinde Berga im Landkreis Mansfeld-Südharz in Sachsen-Anhalt.

## Geschichte
Auf den Grundmauern des mittelalterlichen Vorgängerbaus, dessen Kirchturm erhalten ist, errichteten die Herren von Rüxleben die heutige Kirche. Ihr Wappen ist am Altar angebracht. Charakteristisch für die Kirche ist der Fachwerkaufsatz des Kirchturms. 1715 veranlassten sie die Anbringung der Deckenmalerei am Tonnengewölbe, die 2011 und 2012 restauriert wurde. Unter dem Chorturm befindet sich eine Krypta, in der zwischen 1701 und 1815 11 Erwachsene und 2 Kinder derer von Rüxleben beigesetzt wurden. Der Zugang zur Krypta wurde 1970 bei Umbauarbeiten geschlossen.

## Ausstattung
Im Innern trägt eine hufeisenförmige Holzempore im Westen einen barocken Orgelprospekt. Die Kirchengemeinde strebt einen Orgelneubau im alten Prospekt an.
Das Hauptstück der Ausstattung ist ein barocker Kanzelaltar aus dem 18. Jahrhundert; der Korb der Kanzel ist von Doppelsäulen und Akanthuswangen gerahmt.

## Umgebung
Pfarrhaus, ehemaliges Schulgebäude und die Kirche bilden eine gestalterische Einheit. Im Schulgebäude wurde ein Museum eingerichtet.